# MRZ
MRZ (Machine Readable Zone – Strefa Odczytu Maszynowego) to obszar na różnego rodzaju dokumentach, zawierający zapisane czcionką do odczytu maszynowego (najczęściej OCR-B) dane zawarte w danym dokumencie w sposób skrócony. Celem takiego zapisu jest ułatwienie komputerowego odczytu dokumentu na lotniskach.
Format prezentacji tych danych jest zestandaryzowany przez ICAO Document 9303 (zatwierdzony przez Międzynarodową Organizację Normalizacyjną ISO/IEC 7501-1) i dla paszportów (które są dokumentami typu 3) zawierają 2 linie po 44 znaki i są to:
- nazwisko i imię posiadacza
- numer paszportu
- obywatelstwo
- data urodzenia
- płeć
- data ważności paszportu
- numer identyfikacyjny obywatela

## Format

### Paszporty
W kodowaniu danych mogą być użyte litery alfabetu łacińskiego A-Z, cyfry 0-9 oraz znak < jako separator poszczególnych pól (lub zastępujący spację).
Dla paszportu znaczenie poszczególnych pól jest następujące:
Wiersz 1
| numer pola | znak(i) | znaczenie                                                        |
| ---------- | ------- | ---------------------------------------------------------------- |
| 1          | A-Z     | P, oznacza paszport                                              |
| 2          | A-Z     | typ paszportu (dla krajów, które wydają paszporty różnych typów) |
| 3-5        | A-Z     | kod państwa wydającego dokument wg ISO 3166-1 alpha-3            |
| 6-44       | A-Z     | nazwisko, oddzielone od imienia (imion) dwoma separatorami (<<)  |

Wiersz 2
| numer pola | znak(i)  | znaczenie                                                                                       |
| ---------- | -------- | ----------------------------------------------------------------------------------------------- |
| 1-9        | A-Z, 0-9 | numer paszportu                                                                                 |
| 10         | 0-9      | cyfra kontrolna dla pól 1-9                                                                     |
| 11-13      | A-Z      | obywatelstwo posiadacza (ISO 3166-1)                                                            |
| 14-19      | 0-9      | data urodzenia (RRMMDD)                                                                         |
| 20         | 0-9      | cyfra kontrolna dla pól 14-19                                                                   |
| 21         | A-Z      | płeć (M dla mężczyzn, F dla kobiet lub < dla płci nieokreślonej)                                |
| 22-27      | 0-9      | data ważności paszportu (RRMMDD)                                                                |
| 28         | 0-9      | cyfra kontrolna dla pól 22-27                                                                   |
| 29-42      | A-Z, 0-9 | numer identyfikacyjny (w polskim paszporcie PESEL nie jest wpisywany)                           |
| 43         | 0-9      | cyfra kontrolna dla pól 29-42 (może być 0 lub znak "<", jeżeli nie ma numeru identyfikacyjnego) |
| 44         | 0-9      | cyfra kontrolna dla cyfr w polach 1-10, 14-20 i 22-43                                           |

Cyfrę kontrolną wylicza się w następujący sposób: każda pozycja ma swoją wartość (dla cyfr wartością są te cyfry, dla liter A-Z liczby 10-35, dla znaku < jest 0). Wartość z każdej pozycji jest mnożona przez swoją wagę – wagi powtarzają się cyklicznie, są to cyfry 7, 3, 1. Po wymnożeniu każdej pozycji przez wagę sumuje się wyniki, a otrzymaną liczbę dzieli przez 10. Cyfrą kontrolną jest reszta z dzielenia przez 10.
Przykład:
```
Numer paszportu: A   A  1   2   3   4   5   6   7
Wartości pól:   10  10  1   2   3   4   5   6   7
Wagi:            7   3  1   7   3   1   7   3   1
Wynik mnożenia: 70+ 30+ 1+ 14+  9+  4+ 35+ 18+  7 = 188

188 / 10 = 18 reszty 8
Cyfra kontrolna = 8

```

Niektóre oznaczenia kraju wydającego paszport i obywatelstwa są inne niż ISO 3166-1:
- D – Niemcy
- GBD – Brytyjskie terytoria zależne
- GBN – narodowość brytyjska (za granicą)
- GBO – Brytyjski Obywatel za granią (?)[1]
- GBP – Brytyjska osoba chroniona
- GBS – podmiot brytyjski
- UNA – agent specjalny ONZ
- UNK – obywatel Kosowa posiadający paszport wydany przez Tymczasową Misję Administracyjną ONZ w Kosowie
- UNO – paszport wydany przez ONZ
- XOM – Suwerenny Zakon Kawalerów Maltańskich
- XXA – apatryda, na podstawie Konwencji o Statusie Bezpaństwowców z 1954 roku
- XXB – uchodźca, na podstawie Konwencji o Statusie Uchodźców z 1951 roku
- XXC – uchodźca, inny niż na podstawie Konwencji
- XXX – nieustalone obywatelstwo/narodowość

### Inne dokumenty podróży (np. dowody osobiste)
Dane zawarte z MRZ dowodów osobistych ułożone są w 3 liniach po 30 znaków. Używane są, podobnie jak w paszportach, litery A-Z, cyfry 0-9 oraz znak "<".
Wiersz 1
| Pole  | Znak     | Znaczenie                                                      |
| ----- | -------- | -------------------------------------------------------------- |
| 1     | A-Z      | I, A lub C na oznaczenie dokumentu podróży innego niż paszport |
| 2     | A-Z      | typ                                                            |
| 3-5   | A-Z      | kod kraju wydającego dokument                                  |
| 6-14  | A-Z, 0-9 | Numer dokumentu                                                |
| 15    | 0-9      | cyfra kontrolna dla pól 6-14                                   |
| 16-30 | A-Z, 0-9 | inne dane, zgodnie z uznaniem państwa wydającego               |

Dodatkowo, poza kodowaniem ISO 3166-1, jako kod państwa wydającego może być użyte
- XCC – Wspólnota Karaibska

Wiersz 2
| Pole  | Znak     | Znaczenie                                                                                  |
| ----- | -------- | ------------------------------------------------------------------------------------------ |
| 1-6   | 0-9      | Data urodzenia (RRMMDD)                                                                    |
| 7     | 0-9      | cyfra kontrolna dla pól 1-6                                                                |
| 8     | A-Z      | płeć (M dla mężczyzn, F dla kobiet, < dla płci nieokreślonej)                              |
| 9-14  | 0-9      | data ważności dokumentu (RRMMDD)                                                           |
| 15    | 0-9      | cyfra kontrolna dla pól 9-14                                                               |
| 16-18 | A-Z      | obywatelstwo                                                                               |
| 19-29 | A-Z, 0-9 | inne (dla posiadaczy dokumentów amerykańskich może to być umieszczony numer ich paszportu) |
| 30    | 0-9      | cyfra kontrolna dla pól 6-30 z 1. wiersza oraz 1-7, 9-15, 19-29 z 2. wiersza               |

W wierszu 3 umieszczone są nazwisko (nazwiska) i imiona posiadacza w formacie NAZWISKO<<IMIE<<. W przypadku, gdy nazwisko jest dwuczłonowe, oba człony rozdziela znak "<", a gdy ma się 2 imiona to również są one rozdzielone znakiem "<". Dla osoby, która nazywa się Adam Jerzy Bachleda-Curuś, zapis będzie wyglądał BACHLEDA<CURUS<<ADAM<JERZY<<<.  Narodowe znaki diakrytyczne są transliterowane na odpowiednie znaki alfabetu łacińskiego. Transliteracja znaków cyrylicy zależy od państwa.